# Aphelandra antioquiensis
Aphelandra antioquiensis är en akantusväxtart som beskrevs av D.C. Wasshausen. Aphelandra antioquiensis ingår i släktet Aphelandra och familjen akantusväxter. Inga underarter finns listade i Catalogue of Life.